# Tiger Woods
Eldrick Tont "Tiger" Woods (sinh ngày 30 tháng 12 năm 1975) là một vận động viên golf chuyên nghiệp người Mỹ, người được đánh giá là một trong những vận động viên golf thành công nhất mọi thời đại. Gần đây, Tiger Woods là vận động viên golf số 1 thế giới, Woods là vận động viên được trả thu nhập cao nhất thế giới năm 2006 khi anh giành được hơn 100 triệu USD từ những chức vô địch và hợp đồng quảng cáo. Vào tháng 8/2007, ở tuổi 31, Woods giành được chức vô địch Golf chuyên nghiệp lớn, thứ 30 trong sự nghiệp. Anh hiện là vận động viên golf duy nhất hiện đang thi đấu lọt vào top 10 của career major wins (thứ 2) và career PGA Tour wins (thứ 5).
Trong những thành tích của mình, Woods đang giữ vị trí số một trong bảng xếp hạng thế giới với kỉ lục chiến thắng trong nhiều tuần liên tiếp nhất đồng thời với tổng số tuần nhiều nhất. Anh đã được trao giải thưởng PGA Tour Player of the Year với một kỉ lục là 8 lần và dẫn đầu danh sách tiền thưởng 7 lần (chỉ sau có kỉ lục của Jack Nicklaus một lần), anh đã được bầu chọn là vận động viên của năm bởi AP 4 lần, một kỉ lục chỉ có anh và Lance Armstrong lập được.
Woods, một người đa chủng tộc, được tôn vinh như là người đã thúc đẩy làn sóng yêu thích môn thể thao golf. Woods giúp tăng số khán giả cũng như tỉ lệ xem đài đồng thời tạo nên những sự thích thú với khán giả thuộc mọi tầng lớp văn hóa.

## Tiểu sử
Eldrick "Tiger" Woods sinh ngày 30 tháng 12 năm 1975 tại Cypress, California với bố là Earl Dennison Woods và mẹ là Kultida Woods. Anh là con duy nhất của hai người, nhưng lại có những người anh cùng cha khác mẹ là Earl Jr. (1955) and Kevin (1957) và một người chị cùng cha khác mẹ, Royce (1958), 3 người con này là kết quả của cuộc hôn nhân đầu tiên giữa bố Woods và bà vợ đầu của ông, Barbara Woods Gray. Earl (bố Tiger Woods), một đại tá quân đội Mỹ và một cựu binh trong chiến tranh Việt Nam, là một người lai giữa người Mỹ gốc Phi (50%), người Trung Quốc (25%), và người Mỹ bản địa (25%). Mẹ anh, Kultida, xuất thân từ Thái Lan, là người lai giữa người Thái Lan (50%), Trung Quốc (25%) và Hà Lan (25%). Điều này khiến Woods có 1/4 dòng máu người Trung Quốc, 1/4 của người Thái lan, 1/4 của người Mỹ gốc Phi, 1/8 của người Mỹ bản địa và 1/8 dòng máu Hà Lan. Woods tự coi mình là thuộc chủng tộc Cablinasian (anh ghép từ tên 5 chủng tộc trong Tiếng Anh: Caucasian, Black, American-Indian, and Asian).
Woods là người theo đạo Phật và tên của anh được lấy từ tên người bạn quân nhân Việt Nam của bố anh, Vương Đăng Phong, người khiến bố Woods đã đặt tên cho anh cái nickname là Tiger. Sau này cái tên Tiger Woods đã trở nên quen thuộc, thời điểm mà anh nổi lên ở tầm quốc gia với giải trẻ và nghiệp dư cũng là lúc anh được biết đến với cái tên đơn giản "Tiger Woods". Tiger Wood lớn lên tại quận Cam, và học ở trường Western High tại Anaheim.